# How Deep Is Your Love (singel Calvina Harrisa i Disciples)
How Deep Is Your Love (tłum. z ang. „Jak głęboka jest Twoja miłość”) – piosenka i singel szkockiego DJ-a i producenta Calvina Harrisa i angielskiego trio producenckiego Disciples. Singel wydano 17 lipca 2015. W utworze, choć nie ujęto tego w nagłówkach, śpiewa norweska wokalistka Ina Wroldsen.
W Polsce singel otrzymał status potrójnie diamentowej płyty.

## Lista utworów[2]

### Wersja cyfrowa
Wydanie - 17 lipca 2015, Sony Music.
1. „How Deep Is Your Love” – 3:32

### Remixes EP
Wydanie - 7 sierpnia 2015, Columbia / G010003391700R.
1. „How Deep Is Your Love” (Extended Mix) 5:54
2. „How Deep Is Your Love” (Calvin Harris & R3hab Remix) 4:16
3. „How Deep Is Your Love” (Chris Lake Remix) 5:06
4. „How Deep Is Your Love” (Disciples & Unorthodox Remix) 6:04

### DJ Snake Remix
Wydanie - 28 sierpnia 2015, Columbia / G010003399073W.
1. „How Deep Is Your Love” (DJ Snake Remix) – 3:42

## Certyfikat
| Kraj                  | Certyfikat          | Sprzedaż |
| --------------------- | ------------------- | -------- |
| Polska (ZPAV)         | 3x diamentowa płyta | 300 000+ |
| Wielka Brytania (BPI) | platynowa płyta     | 600 000+ |